# John Jairo Culma
John Jairo Culma (Cali, Valle del Cauca, Colombia; 17 de marzo de 1981) es un exfutbolista colombiano. Jugaba como mediocampista y su último partido lo disputó el 21 de diciembre de 2012 jugando para el Brest de Francia.
Su hermano Gustavo Culma también es futbolista.

## Clubes
| Club              | País       | Año       |
| ----------------- | ---------- | --------- |
| Millonarios       | Colombia   | 1998      |
| Montpellier "B"   | Francia    | 1998-1999 |
| Independiente     | Argentina  | 2000-2001 |
| Cruz Azul Hidalgo | México     | 2001-2005 |
| Brujas FC         | Costa Rica | 2005-2006 |
| Bnei Sakhnin      | Israel     | 2006-2008 |
| Maccabi Haifa     | Israel     | 2008-2011 |
| Brest             | Francia    | 2011-2013 |